# Mistrovství světa v zápasu sambo
Mistrovství světa v zápasu sambo je sportovní akce s historií od roku 1973. Pořádání mistrovství světa organizuje v současnosti Mezinárodní sambistická federace (FIAS).

## Jednotlivé ročníky s historií a vítězi

### Muži

#### FILA (1973-1984)
Koncem šedesátých dvacátého století přijímá Mezinárodní zápasnická federace (FILA) sambo jako třetí zápasnický styl. Důvodem zařazení byla popularizace tohoto sovětského zápasu díky úspěchům sambistů v příbuzném sportu judu. Po sérii mezinárodních turnajů se FILA rozhodne zařadit sambo do programu mistrovství světa v zápasu v roce 1973. Země, které postupně rozjely sambistický program byly Mongolsko, Bulharsko, Japonsko, ze západní Evropy Španělsko, Spojené království, Francie, Nizozemsko, Itálie, ve zbytku světa Spojené státy americké, Kanada nebo Venezuela. Zajímavostí je, že v sovětských satelitech mimo Bulharska se sambistický program neprosadil.
| rok  | místo     | −48 kg        | −52 kg         | −57 kg       | −62 kg       | −68 kg      | −74 kg       | −82 kg         | −90 kg        | −100 kg        | +100 kg       |
| ---- | --------- | ------------- | -------------- | ------------ | ------------ | ----------- | ------------ | -------------- | ------------- | -------------- | ------------- |
| 1973 | Teherán   | G. Giorgadze  | A. Šor         | M. Junak     | Š. Čanrav    | D. Rudman   | A. Fjodorov  | Č. Jezerskas   | L. Tediašvili | N. Danilov     | V. Klivoděnko |
| 1974 | Ulánbátar | S. Xodiev     | I. Magalašvili | N. Kurbajev  | Z. Umarov    | A. Chapaj   | G. Bacüch    | Č. Jezerskas   | A. Pušnica    | Ch. Bajanmönch | V. Saunin     |
| 1975 | Minsk     | S. Xodiev     | M. Puncag      | V. Kyllönen  | M. Junak     | A. Chapaj   | S. Qurbonov  | Č. Jezerskas   | M. Allan      | S. Rаhimov     | V. Kuzněcov   |
| 1979 | Madrid    | D. Tegšé      | J. Kruglov     | Ch. Garejev  | J. Jesin     | C. Damdin   | N. Baranov   | J. A. Cecchini | A. Pušnica    | G. Malenkin    | V. Škalov     |
| 1981 | Madrid    | A. Chodyrev   | M. Challyjev   | V. Astachov  | G. Ovanesjan | M. Levickij | R. Davádalaj | J. A. Cecchini | D. Cend-Ajúš  | G. Malenkin    | V. Sobodyrev  |
| 1982 | Paříž     | A. Chodyrev   | N. Büregdá     | V. Astachov  | J. Jesin     | G. Cvetkov  | Dž. Ganbold  | M. Ramazanov   | V. Paškin     | G. Gibson      | V. Kuzněcov   |
| 1983 | Kyjev     | N. Chaliulin  | Ch. Battulga   | M. Á. García | V. Minev     | G. Džamsran | N. Baranov   | A. Buzin       | A. Pušnica    | M. Baranov     | V. Sobodyrev  |
| 1984 | Madrid    | T. Bajšulakov | S. Ternovych   | V. Astachov  | J. Jesin     | G. Džamsran | I. Ordoñez   | G. Čertkojev   | V. Čingin     | M. Baranov     | V. Sobodyrev  |

#### FIAS (1985-1992)
V první polovině osmdesátých let sílí tlaky o vytvoření sambistické federace nezávislé na Mezinárodní zápasnické federaci. Spouštěčem revolty byl neúspěch (neochota) Mezinárodní zápasnické federace bojovat o zařazení samba do programu olympijských her v Moskvě v roce 1980. V roce 1985 vzniká Mezinárodní sambistická federace (FIAS) se sídlem ve Španělsku.
| rok  | místo         | −48 kg        | −52 kg        | −57 kg          | −62 kg      | −68 kg       | −74 kg       | −82 kg          | −90 kg          | −100 kg        | +100 kg       |
| ---- | ------------- | ------------- | ------------- | --------------- | ----------- | ------------ | ------------ | --------------- | --------------- | -------------- | ------------- |
| 1985 | San Sebastián | A. Uljanin    | S. Meretukov  | S. Ternovych    | A. Axenov   | V. Panyšin   | V. Buchval   | A. Jakovlev     | O. Baldžinňam   | B. Bat-Erdene  | V. Škalov     |
| 1986 | Pau           | A. Chodyrev   | B. Fajzijev   | A. Novikov      | A. Axenov   | V. Panyšin   | Dž. Ganbold  | D. Duru         | O. Baldžinňam   | B. Bat-Erdene  | V. Škalov     |
| 1987 | Milán         | A. Chodyrev   | B. Fajzijev   | A. Novikov      | A. Axenov   | G. Džamsran  | V. Sokolov   | Dž. Mčedlišvili | Dz. Delgerdalaj | V. Gurin       | V. Škalov     |
| 1988 | Montréal      | Dž. Mammadov  | G. Tutchaljan | A. Novikov      | G. Kazarjan | J. Jesin     | V. Švaja     | Ch. Chajbulajev | T. Abdulajev    | V. Gurin       | V. Škalov     |
| 1989 | West Orange   | A. Šajchijev  | G. Tutchaljan | G. Űrcolmon     | G. Kazarjan | V. Japrincev | V. Sokolov   | Dž. Mčedlišvili | I. Sidorkevič   | Ch. Dikijev    | B. Bat-Erdene |
| 1990 | Moskva        | Dž. Mammadov  | G. Tutchaljan | I. Gabdulchakov | G. Kazarjan | V. Japrincev | J. Posadskov | A. Sidorov      | I. Sidorkevič   | O. Baldžinňam  | M. Beruašvili |
| 1991 | Montréal      | —             | I. Todorov    | R. Dawson       | S. Golovin  | A. Axenov    | V. Japrincev | I. Kurinnoj     | Ch. Chajbulajev | V. Jelistratov | E. Grams      |
| 1992 | Herne Bay     | N. Baatarbold | A. Filatov    | A. Archipov     | G. Űrcolmon | V. Belov     | N. Igruškin  | Ch. Chajbulajev | M. Zjuzin       | A. Rumjancev   | K. Georgiev   |

#### FIAS "v", FIAS "z", FMS a další (1991-2002)
V roce 1991 nastala krize pro Mezinárodní sambistickou federaci (FIAS). S rozpadem Sovětského svazu se od FIAS oddělila francouzská sekce označovaná jako FMS, která nabrala nově vzniklé postsovětské republiky. Sovětský svaz oficiálně zaniknul v prosinci 1991, ale FMS uspořádala koncem roku vlastní (neoficiální) mistrovství světa 1991. FIAS uspořádala mistrovství světa v rovněž v prosinci, kterého se účastnil ještě Sovětský svaz. Byla to jedna z posledních sportovních akcí, na které startovali Sověti pod červenou vlajkou se srpem a kladivem.
Krize vyvrcholila v roce 1992, když organizace zastřešující mezinárodní sportovní federace GAISF zrušila nebo výrazně omezila FIAS členství. V roce 1993 se FIAS rozdělila na tzv. FIAS západní (Amerika) a FIAS východní (Rusko a východní Evropa) a podle některých nepodložených zdrojů se oddělila i japonská sekce. Zápas sambo tak v roce 1993 měl minimálně čtyři na sobě nezávislé mezinárodní federace.
Francouzská FMS zanikla v polovině devadesátých let dvacátého století:
| rok                                         | místo    | −48 kg      | −52 kg        | −57 kg       | −62 kg     | −68 kg      | −74 kg     | −82 kg          | −90 kg         | −100 kg    | +100 kg        |
| ------------------------------------------- | -------- | ----------- | ------------- | ------------ | ---------- | ----------- | ---------- | --------------- | -------------- | ---------- | -------------- |
| 1991                                        | Chambéry | N. Cypandin | G. Tutchaljan | O. Manukjan  | N. Bagirov | G. Kazarjan | V. Cernych | D. Duru         | A. Grigorjan   | J. Dolinin | V. Parunašvili |
| 1992                                        | Minsk    | N. Cypandin | Dž. Mammadov  | M. Afanasjev | N. Bagirov | V. Danilov  | D. Karipov | N. Nurmagomedov | V. Jelistratov | J. Dolinin | V. Jemeljanov  |
| 1993                                        | Omsk     | ?           | ?             | ?            | ?          | A. Čocheli  | V. Usov    | E. Martirosjan  | S. Zlobin      | ?          | ?              |
| výsledky dalších ročníků nejsou k dispozici |          |             |               |              |            |             |            |                 |                |            |                |

O japonském sambo je nemnoho informací.
FIAS západní pořádala turnaje pod hlavičkou americké Amateur Athletic Union (AAU) do roku 2003 a práva nakonec předala v roce 2005 do rukou původní organizace Mezinárodní zápasnické federace (FILA):
| rok                                   | místo       | −48 kg   | −52 kg        | −57 kg        | −62 kg        | −68 kg      | −74 kg       | −82 kg       | −90 kg       | −100 kg   | +100 kg     |
| ------------------------------------- | ----------- | -------- | ------------- | ------------- | ------------- | ----------- | ------------ | ------------ | ------------ | --------- | ----------- |
| výsledky 1993-1999 nejsou k dispozici |             |          |               |               |               |             |              |              |              |           |             |
| 2000                                  | Dayton      | A. Parra | M. Mallaney   | L. Borregales | J. Beauvallet | J. Bouchard | O. Hernández | Y. Astudillo | F. Dupuy     | S. Lopez  | C. Bermudez |
| 2001                                  | Albuquerque | —        | L. Borregales | J. Sasaki     | J. Beauvallet | C. Heckadon | J. Charette  | Y. Astudillo | O. Hernández | R. Mechin | C. Bermudez |
| 2002                                  | Shreveport  | —        | —             | —             | S. Barras     | R. Lehamn   | Y. Baranger  | J. Charrette | —            | J. Stelly | C. Bermudez |

FIAS východní se díky své aktivní činností dostala do situace, kdy byla schopna plnit požadavky GAISF (dnes SportAccord) a od roku 2002 se stala opět plnoplatným členem:
| rok  | místo       | −48 kg       | −52 kg       | −57 kg          | −62 kg           | −68 kg      | −74 kg        | −82 kg          | −90 kg       | −100 kg           | +100 kg           |
| ---- | ----------- | ------------ | ------------ | --------------- | ---------------- | ----------- | ------------- | --------------- | ------------ | ----------------- | ----------------- |
| 1993 | Kstovo      | A. Agamirjan | O. Cagtgerel | O. Manukjan     | A. Markarjan     | V. Danilov  | N. Igruškin   | S. Lopovok      | A. Dunajev   | K. Lachťonov      | V. Gurin          |
| 1994 | Novi Sad    | N. Cypandin  | Dž. Mammadov | J. Klejman      | A. Markarjan     | V. Danilov  | D. Pürevsüren | I. Kurinnoj     | S. Lopovok   | R. Borysenko      | M. Chasanov       |
| rok  | místo       | −52 kg       | −52 kg       | −57 kg          | −62 kg           | −68 kg      | −74 kg        | −82 kg          | −90 kg       | −100 kg           | +100 kg           |
| 1995 | Sofie       | Dž. Mammadov | Dž. Mammadov | O. Manukjan     | V. Abdullajev    | I. Georgiev | Dž. Muzašvili | Ch. Chajbulajev | S. Lopovok   | O. Odgerel        | M. Chasanov       |
| 1996 | Tokio       | Dž. Mammadov | Dž. Mammadov | A. Archipov     | S. Žarkov        | G. Kazarjan | Dž. Muzašvili | Ch. Chajbulajev | Sh. Xodgajev | M. Ozov           | D. Chachaleišvili |
| 1997 | Tbilisi     | Dž. Mammadov | Dž. Mammadov | B. Džanijašvili | G. Kurdgelašvili | V. Volkov   | Dž. Muzašvili | Š. Gasimov      | T. Abdulajev | I. Achalbedašvili | D. Chachaleišvili |
| 1998 | Kaliningrad | E. Grigorjan | E. Grigorjan | M. Bakin        | N. Bagirov       | V. Savinov  | Ch. Boldbátar | V. Michejev     | S. Lopovok   | S. Balačinskij    | M. Chasanov       |
| 1999 | Gijón       | S. Alchaov   | S. Alchaov   | D. Šiškin       | G. Kurdgelašvili | M. Kovnijev | R. Sazonov    | R. Rachmatullin | M. Miralijev | S. Balačinskij    | M. Chasanov       |
| 2000 | Kyjev       | R. Kišmachov | R. Kišmachov | D. Šiškin       | S. Gordějev      | V. Savinov  | A. Šacharov   | S. Smirnov      | S. Lopovok   | D. Maximov        | M. Chasanov       |
| 2001 | Krasnojarsk | K. Džetpisov | K. Džetpisov | H. Nazaralijev  | S. Maťukov       | V. Savinov  | M. Martynov   | R. Rachmatullin | I. Kurinnoj  | J. Rybak          | M. Chasanov       |

#### FILA (2006-2007), FIAS (2002-dnes)
V roce 2002 se FIAS stal plnohodnotným členem GAISF a tímto rokem začala nová etapa sambistických soutěží. Situace se zkomplikuje v roce 2005, když Mezinárodní zápasnická federace (FILA) infiltruje do svých řad FIAS západní a zařazuje zápas sambo do svého programu. V roce 2008 FILA soutěže v zápasu sambo ruší a nahrazuje je světově populárnějším grapplingem vycházejícího z brazilského jiu-jitsu.
Výsledky mistrovství světa pořádané Mezinárodní zápasnickou federací (FILA):
| rok  | místo   | −55 kg   | −60 kg     | −66 kg     | −74 kg        | −84 kg       | −96 kg     | −120 kg   |
| ---- | ------- | -------- | ---------- | ---------- | ------------- | ------------ | ---------- | --------- |
| 2006 | Antalya | S. Şahin | D. Bastien | M. İlkan   | J. M. Hidalgo | Ó. Fernández | J. Zastrow | İ. Namlı  |
| 2007 | Antalya | —        | S. Şahin   | G. Alberti | A. Blanc      | Ó. Fernández | M. Truffy  | T. Isajev |

Výsledky mistrovství světa pořádané FIAS východní a později nového FIAS od roku 2002 jako člena GAISF:
| rok  | místo      | −52 kg          | −57 kg          | −62 kg       | −68 kg           | −74 kg        | −82 kg          | −90 kg          | −100 kg         | +100 kg     |
| ---- | ---------- | --------------- | --------------- | ------------ | ---------------- | ------------- | --------------- | --------------- | --------------- | ----------- |
| 2002 | Panamá     | Sh. Jo'raev     | A. Chanijašvili | D. Bazylev   | A. Galkin        | K. Semjonov   | A. Charitonov   | S. Smirnov      | D. Maximov      | M. Chasanov |
| 2003 | Petrohrad  | S. Alchaov      | H. Nazaralijev  | D. Muchin    | G. Georgiev      | V. Savinov    | D. Ňamchű       | A. Unašchotlov  | J. Rybak        | M. Chasanov |
| 2004 | Kišiněv    | S. Podoljak     | D. Gilvanov     | D. Bazylev   | N. Kovajch       | A. Šacharov   | R. Rachmatullin | S. Lopovok      | J. Isajev       | M. Chasanov |
| 2005 | Astana     | Sh. Jo'raev     | R. Kišmachov    | V. Sergejev  | Ch. Cagánbátar   | A. Šacharov   | R. Rachmatullin | B. Arjun-Erdene | R. Gasymov      | M. Chasanov |
| 2006 | Sofie      | D. Čerencov     | T. Gallämov     | V. Sergejev  | D. Bazylev       | G. Georgiev   | R. Rachmatullin | M. Bodaveli     | K. Volovyk      | M. Chasanov |
| 2007 | Praha      | U. Kuzanašvili  | T. Gallämov     | I. Chlybov   | D. Bazylev       | V. Savinov    | M. Abdulganilov | A. Kazusjonok   | M. Pavlijašvili | J. Rybak    |
| 2008 | Petrohrad  | J. Bajbatyrov   | A. Maškovič     | I. Chlybov   | S. Šibanov       | V. Savinov    | R. Rachmatullin | A. Kazusjonok   | J. Isajev       | V. Minakov  |
| 2009 | Soluň      | J. Bajbatyrov   | D. Džajmakov    | A. Pankov    | Ch. Cagánbátar   | D. Muchin     | A. Charitonov   | A. Černoskulov  | J. Isajev       | V. Minakov  |
| 2010 | Taškent    | E. Majilov      | J. Bajbatyrov   | A. Mukanov   | D. Bazylev       | A. Danieljan  | R. Rachmatullin | A. Kazusjonok   | A. Osypenko     | V. Minakov  |
| 2011 | Vilnius    | A. Cincadze     | J. Bajbatyrov   | V. Ujin      | D. Bazylev       | V. Kurdžev    | V. Prikazčikov  | I. Vasylčuk     | A. Osypenko     | V. Minakov  |
| 2012 | Minsk      | I. Beglerov     | I. Gasimov      | I. Chlybov   | D. Davydov       | V. Kurdžev    | A. Charitonov   | G. Bajindurovi  | A. Černoskulov  | J. Rybak    |
| 2013 | Petrohrad  | I. Beglerov     | V. Čidrašvili   | I. Chlybov   | L. Nachucrišvili | S. Popov      | A. Danieljan    | A. Chadžijan    | V. Michajlin    | J. Isajev   |
| 2014 | Narita     | G. Čirgadze     | V. Čidrašvili   | B. Borisov   | D. Tömörchüleg   | A. Gasimov    | V. Prikazčikov  | A. Černoskulov  | D. Jelisejev    | A. Osypenko |
| 2015 | Casablanca | B. Kandžanov    | V. Čidrašvili   | I. Aniskevič | N. Kleckov       | A. Sidakov    | S. Oslobanu     | A. Černoskulov  | D. Lorijašvili  | A. Osypenko |
| 2016 | Sofie      | Č. Maral-Erdene | V. Čidrašvili   | I. Chlybov   | N. Kleckov       | O. Babgojev   | S. Kirjuchin    | P. Gvinyjašvili | V. Michajlin    | A. Osypenko |
| 2017 | Soči       | T. Kirakosjan   | S. Chertek      | J. Kuanov    | V. Balykov       | B. Chodžazoda | S. Kirjuchin    | S. Rjabov       | A. Černoskulov  | A. Osypenko |

### Ženy
| rok  | místo       | −48 kg         | −52 kg            | −56 kg           | −60 kg          | −64 kg             | −68 kg            | −72 kg         | −80 kg          | +80 kg          |
| ---- | ----------- | -------------- | ----------------- | ---------------- | --------------- | ------------------ | ----------------- | -------------- | --------------- | --------------- |
| 1996 | Tokio       | M. Klejnová    | N. Kostilevová    | S. Gabdullinová  | Z. Husejnovová  | O. Matvejevová     | M. Takedaová      | T. Běljajevová | S. Lysjanská    | V. Kozlovská    |
| 1997 | Novi Sad    | T. Moskvinová  | O. Falejevová     | Ch. Erdenet-Od   | Z. Husejnovová  | J. Novogorodcevová | M. Zaharovová     | J. Kuzinová    | S. Lysjanská    | I. Rodinová     |
| 1998 | Kaliningrad | T. Moskvinová  | N. Kostylevová    | K. Nadžarjanová  | T. Papušinová   | J. Novogorodcevová | J. Kotělnikovová  | J. Kuzinová    | S. Dašdulam     | I. Rodinová     |
| 1999 | Gijón       | T. Moskvinová  | T. Čorná          | M. Monterová     | S. Africaová    | O. Nazarenková     | V. Vrublevská     | D. Cerenchand  | S. Lysjanská    | I. Rodinová     |
| 2000 | Kyjev       | T. Moskvinová  | M. Klejnová       | O. Stěpaňuková   | N. Pavlovová    | Ch. Batchišig      | J. Kotělnikovová  | S. Galjantová  | O. Baltěnkovová | V. Kozlovská    |
| 2001 | Krasnojarsk | L. Bruletovová | M. Kovriginová    | Ch. Erdenet-Od   | T. Papušinová   | Ch. Batchišig      | N. Pavlovová      | J. Kuzinová    | S. Dašdulam     | I. Rodinová     |
| 2002 | Panamá      | O. Falejevová  | M. Kovriginová    | Ch. Erdenet-Od   | O. Seyfertová   | I. Afoninová       | B. Batdemberel    | S. Galjantová  | D. Cerenchand   | I. Rodinová     |
| 2003 | Vladivostok | T. Moskvinová  | T. Zenčenková     | Ch. Erdenet-Od   | A. Repidová     | N. Melnikovová     | B. Batdemberel    | M. Pryščepová  | M. Semeňuková   | J. Borisiková   |
| 2004 | Kišiněv     | T. Moskvinová  | K. Nadžarjanová   | Ch. Erdenet-Od   | N. Žarevová     | J. Klimašovská     | O. Gerzanicová    | M. Pryščepová  | M. Semeňuková   | I. Rodinová     |
| 2005 | Astana      | T. Moskvinová  | M. Bundmá         | N. Džucharjevová | T. Šušakovová   | T. Battögs         | M. Semeňuková     | M. Pryščepová  | A. Matrosovová  | I. Rodinová     |
| 2006 | Sofie       | O. Leščanková  | S. Vasilevová     | M. Kornějevová   | A. Repidová     | A. Archipovová     | S. Averuškinová   | S. Galjantová  | M. Orjaškovová  | I. Rodinová     |
| 2007 | Praha       | K. Kvačanová   | M. Bundmá         | M. Kornějevová   | R. Bajlijevová  | A. Archipovová     | O. Medveděvová    | M. Pryščepová  | N. Smalová      | J. Borisiková   |
| 2008 | Petrohrad   | J. Bondarevová | S. Vasilevová     | N. Aranovská     | M. Jančevová    | J. Golbergová      | E. Pucísová       | S. Galjantová  | M. Orjaškovová  | I. Rodinová     |
| 2009 | Soluň       | P. Rubelová    | D. Alijevová      | D. Morićová      | J. Prokopenková | A. Archipovová     | O. Medveděvová    | J. Raděvičová  | M. Orjaškovová  | I. Rodinová     |
| 2010 | Taškent     | M. Uranceceg   | B. Solongo        | K. Stefanovová   | I. Ilievová     | I. Gromovová       | O. Medveděvová    | S. Galjantová  | N. Kazancevová  | I. Rodinová     |
| 2011 | Vilnius     | M. Molčanovová | S. Mirzojanová    | K. Stefanovová   | J. Prokopenková | A. Pajimová        | M. Kormilcevová   | S. Galjantová  | N. Kazancevová  | J. Borisiková   |
| 2012 | Minsk       | J. Bondarevová | G. Babamyratowová | D. Sumijá        | J. Kostěnková   | V. Ivanovová       | M. Kormilcevová   | S. Galjantová  | M. Pryščepová   | A. Balašovová   |
| 2013 | Petrohrad   | M. Molčanovová | A. Charitonová    | D. Sumijá        | J. Kostěnková   | E. Šlezingrová     | M. Mochnatkinová  | T. Savenková   | M. Pryščepová   | S. Jaromková    |
| 2014 | Narita      | M. Uranceceg   | G. Turmachanovová | D. Sumijá        | M. Fudžimuraová | E. Šlezingrová     | L. Gajnutdinovová | I. Alexejevová | Š. Hamadaová    | A. Balašovová   |
| 2015 | Casablanca  | M. Guédezová   | M. Bujoková       | A. Valovová      | A. Šinkarenková | A. Ščerbakovová    | O. Zacharcovová   | N. Smalová     | S. Timošenková  | A. Balašovová   |
| 2016 | Sofie       | J. Bondarevová | M. Žarská         | A. Valovová      | J. Kostěnková   | T. Macková         | M. Mochnatkinová  | N. Smalová     | M. Orjaškovová  | S. Jaromková    |
| 2017 | Soči        | M. Molčanovová | G. Babamyratowová | T. Kazenyková    | A. Ševčenková   | T. Macková         | M. Mochnatkinová  | T. Zenčenková  | S. Timošenková  | A. Gasparjanová |